# Thejas

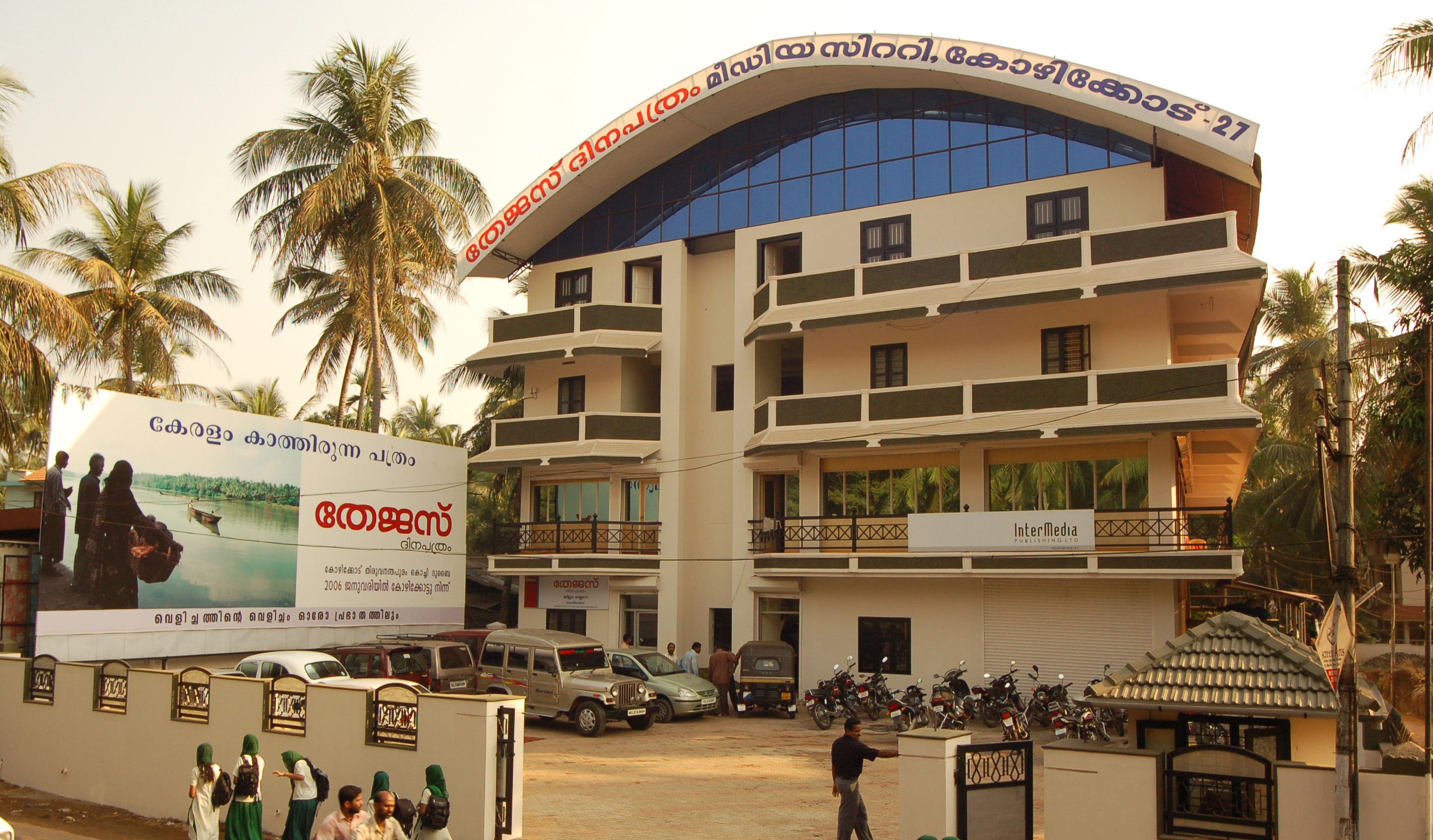
Hoofdkantoor van Thejas

Thejas is een Malayalam-dagblad, dat uitgegeven wordt in Kozhikode in de Indiase deelstaat Kerala. De krant werd in februari 2006 opgericht en is eigendom van Intermedia Publishing Ltd. Het blad verschijnt in verschillende edities: Kozhikode, Trivandrum, Ernakulam, Kannur en Kottayam. Executive editor is N.P. Chekkutty (2013).